# Bolitoglossa zapoteca
Bolitoglossa zapoteca es una especie de salamandras en la familia Plethodontidae.
Es endémica de México.
Su hábitat natural son los montanos húmedos tropicales o subtropicales y zonas previamente boscosas ahora muy degradadas.
Está amenazada de extinción debido a la destrucción de su hábitat.